# Sinh vật hoang dã ở Maldives

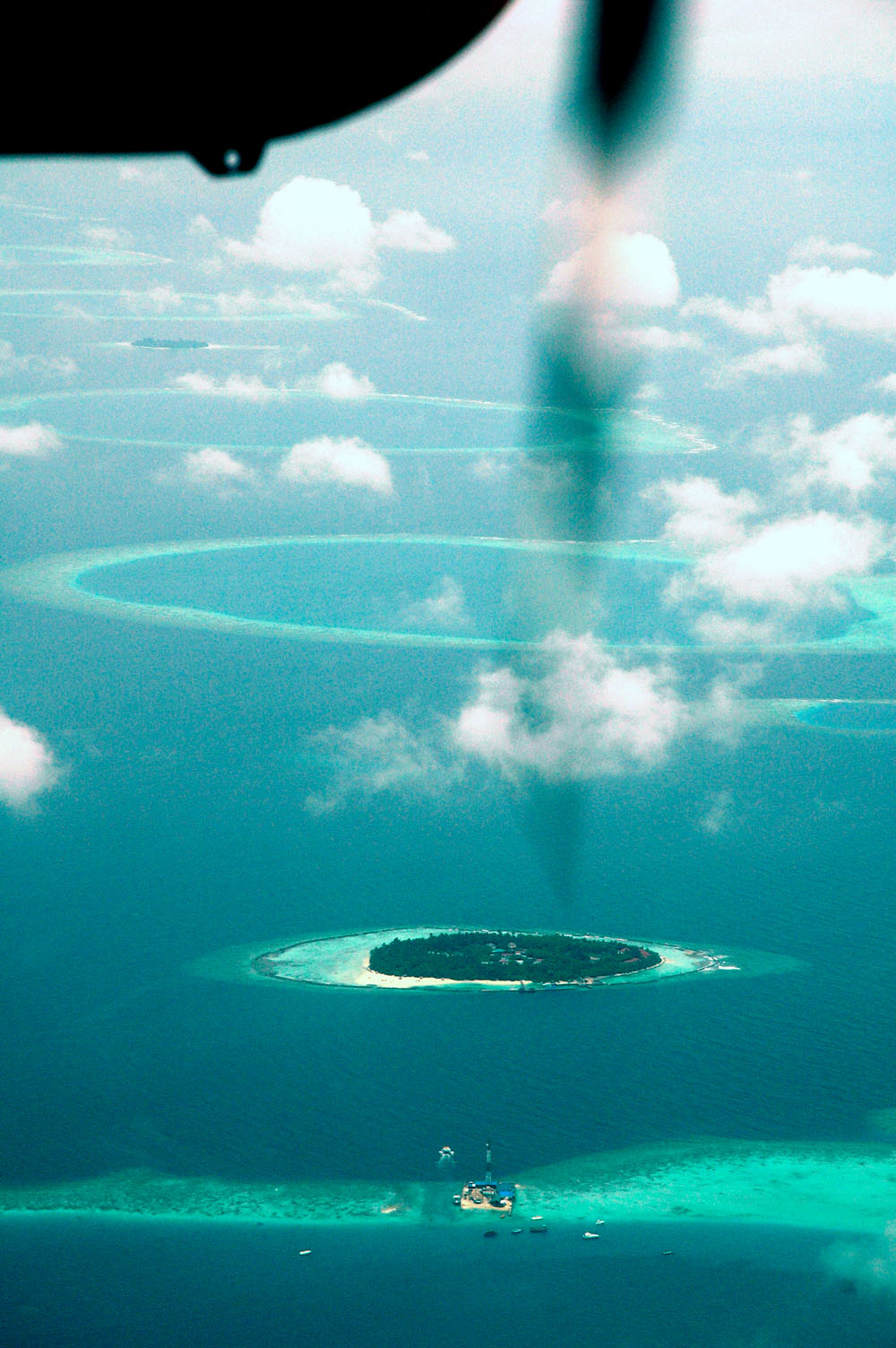
Một cái nhìn thoáng qua về các rạn san hô Maldive, có nhiều loại động vật khác nhau, rạn san hô vòng Ari

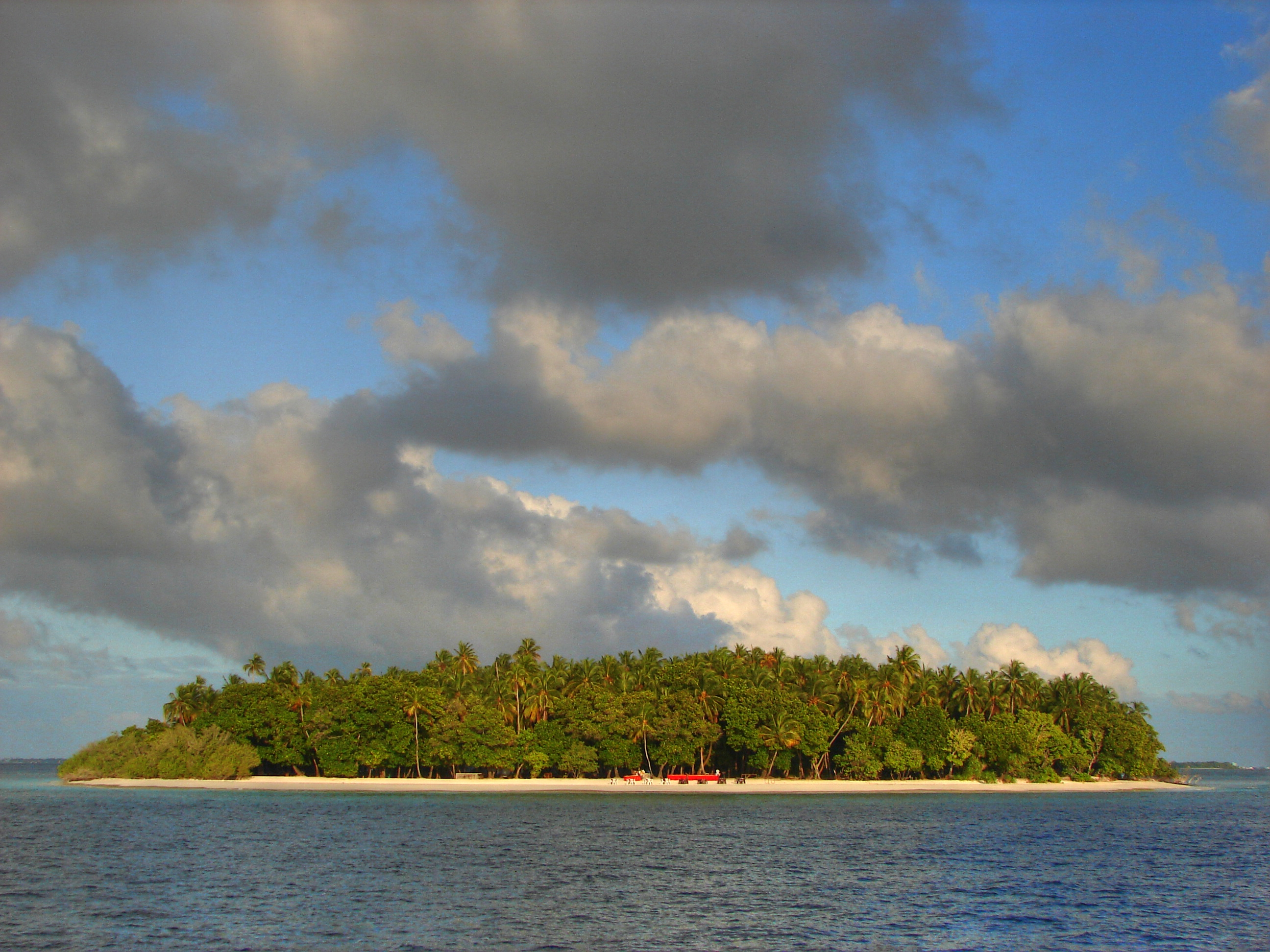
Đảo Maldives

Sinh vật hoang dã ở Maldives bao gồm hệ thực vật và động vật của các hòn đảo, các rạn san hô, và đại dương bao quanh.

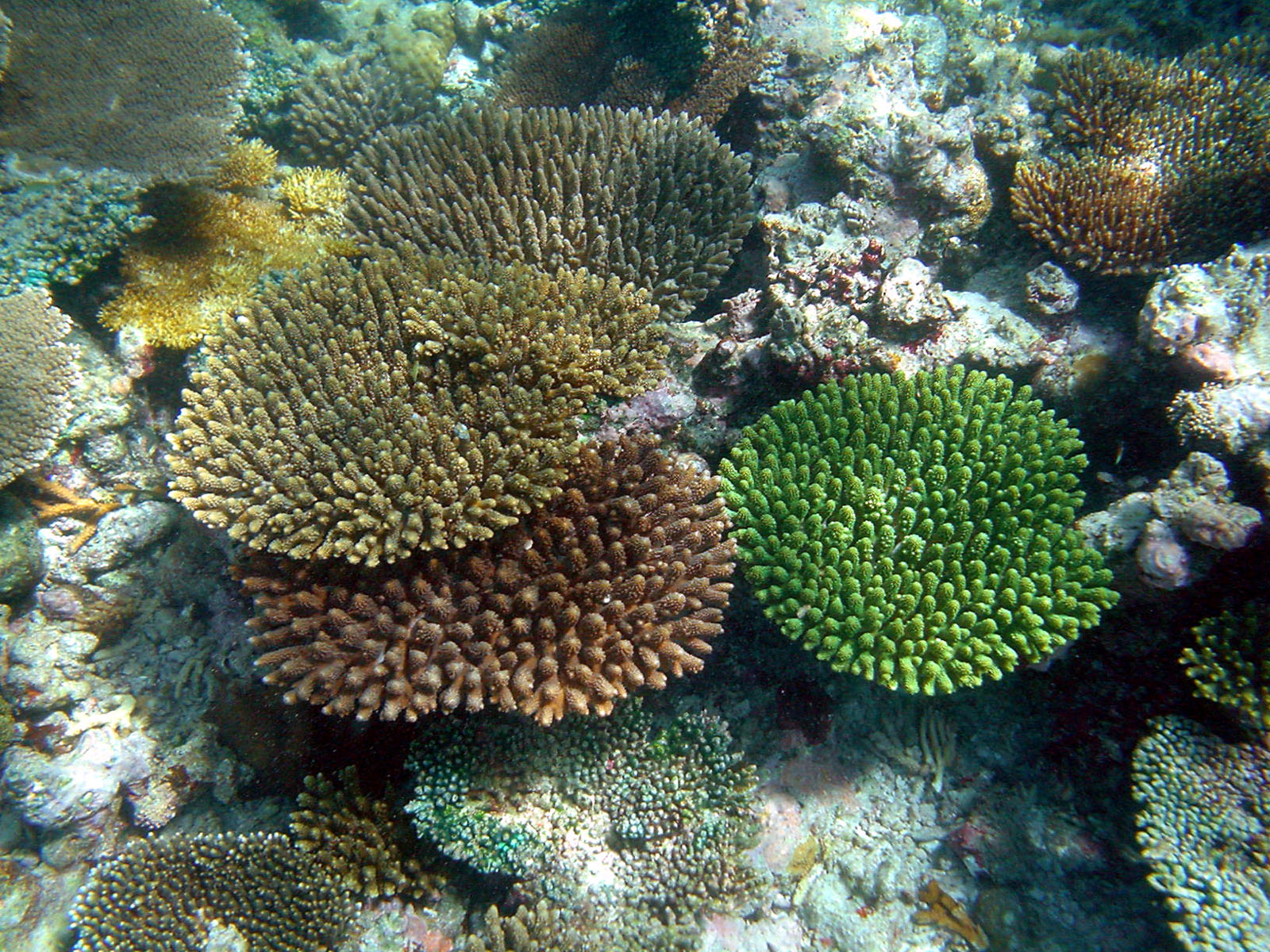
San hô, rạn Madoogali ở rạn san hô vòng Alif Alif

Các nghiên cứu khoa học gần đây cho thấy rằng thành phần động thực vật có thể khác nhau rất nhiều giữa các đảo san hô theo một độ dốc bắc-nam. Tuy nhiên, những sự khác biệt quan trọng giữa các đảo san hô láng giềng (đặc biệt là về động vật đáy), có thể liên quan đến sự khác biệt về áp lực đánh bắt cá - bao gồm việc săn trộm.

## Động vật có xương sống

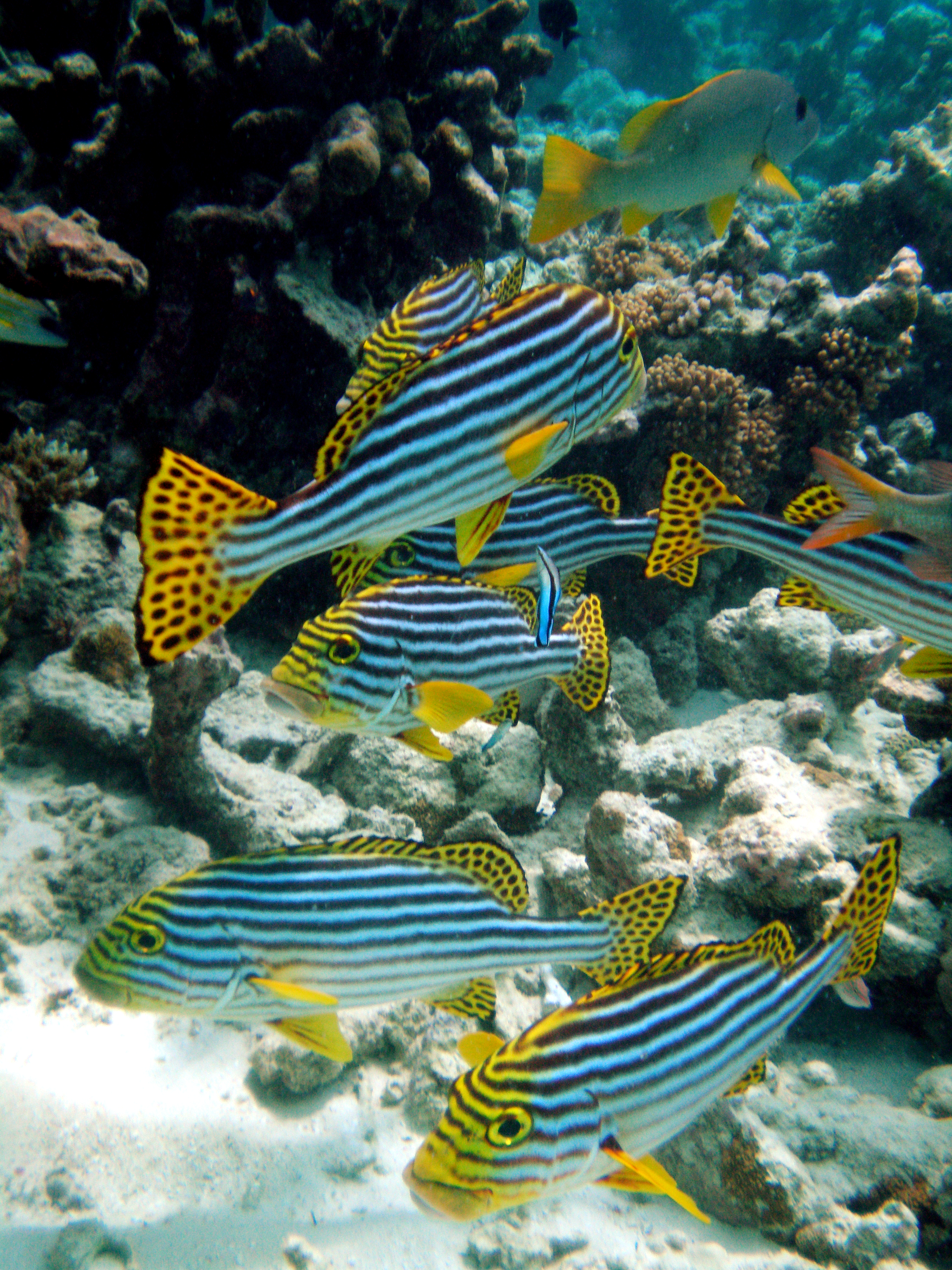
Plectorhinchus vittatus (Oriental Sweetlips)

### Cá

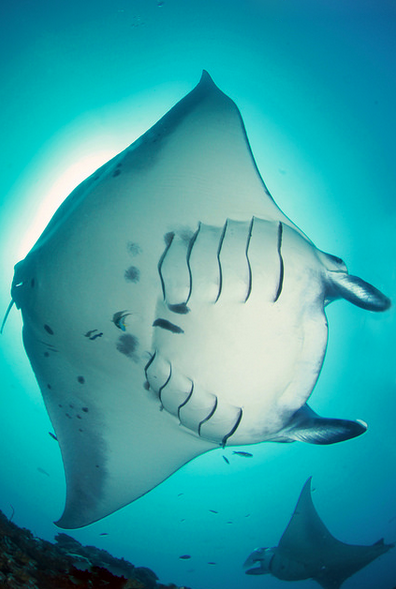
Cá nạng hải (Manta birostris) chụp tại Himandhoo Manta Point, Maldives

Có một sự đa dạng đáng kinh ngạc của sinh vật biển ở quần đảo Maldives, với san hô và hơn 2.000 loài cá, từ cá rạn san hô đầy màu sắc đến cá mập rạn san hô, Cá lịch biển, và nhiều loại Cá đuối: Cá nạng hải, Cá đuối ó, các cá đuối khác thuộc Lớp Cá sụn. Vùng biển Maldivian cũng là nơi trú ngụ của cá mập voi. Vùng biển xung quanh Maldives rất phong phú trong các loài quý hiếm có giá trị sinh học và thương mại, với nghề đánh cá ngừ là một trong những nguồn tài nguyên thương mại chính của đất nước, với vỏ sò.
Trong một số ao và đầm có cá nước ngọt, như Cá măng sữa (Chanos chanos) và các loài khác nhỏ hơn. Cá rô phi đã được một cơ quan Liên Hợp Quốc đưa vào những năm 1970.

### Loài bò sát và lưỡng cư

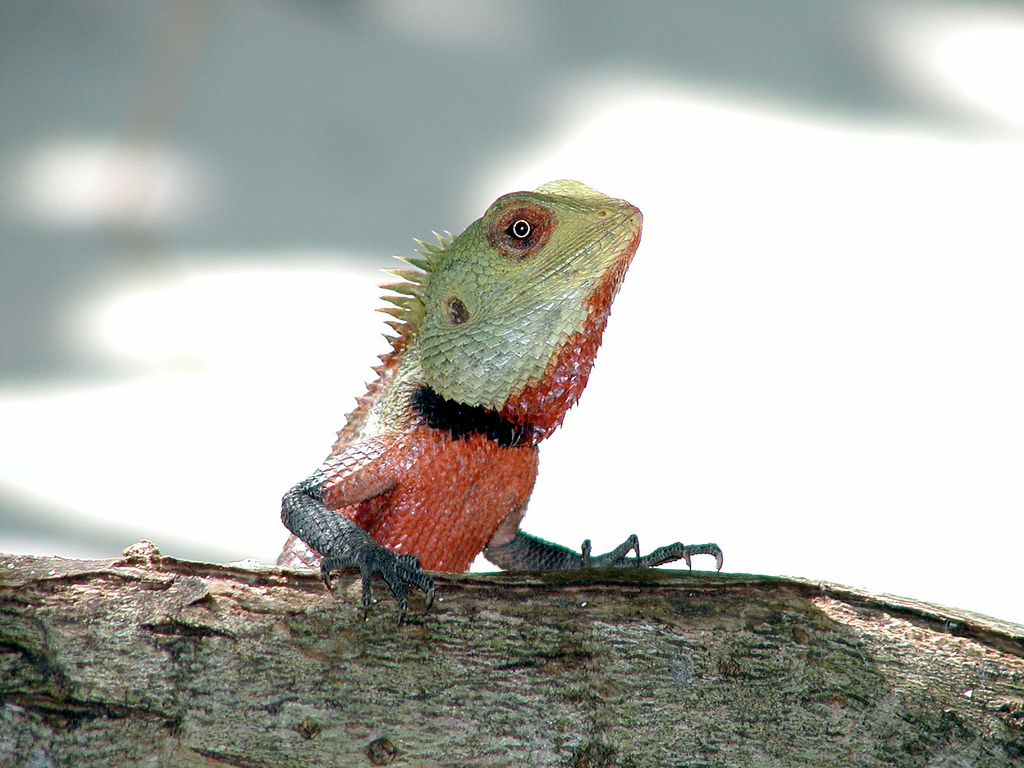
Nhông hàng rào

Vì các hòn đảo rất nhỏ, các loài bò sát trên đất liền rất hiếm. Có một loài tắc kè, cũng như một loài Thằn lằn Agama, Nhông hàng rào,, Thằn lằn bóng Lygosoma albopunctata, Rắn nước (Lycodon aulicus) và một con rắn mù vô hại nhỏ "Rắn giun thường".
Ở biển có rùa, như Đồi mồi dứa, Đồi mồi và rùa da đẻ trứng trên bãi biển Maldives. Các con rắn biển Pelagic (Hydrophis platurus) sống trên Ấn Độ Dương thỉnh thoảng được trôi vào bờ sau bão, nơi chúng trở nên bất lực và không thể trở lại biển cả. Cá sấu nước mặn cũng đã được biết đến các hòn đảo và cư ngụ ở các vùng đầm lầy.
Ếch cổ ngắn Sphaerotheca rolandae được tìm thấy ở một vài hòn đảo, trong khi con "Cóc nhà" xuất hiện rộng rãi hơn.

### Chim

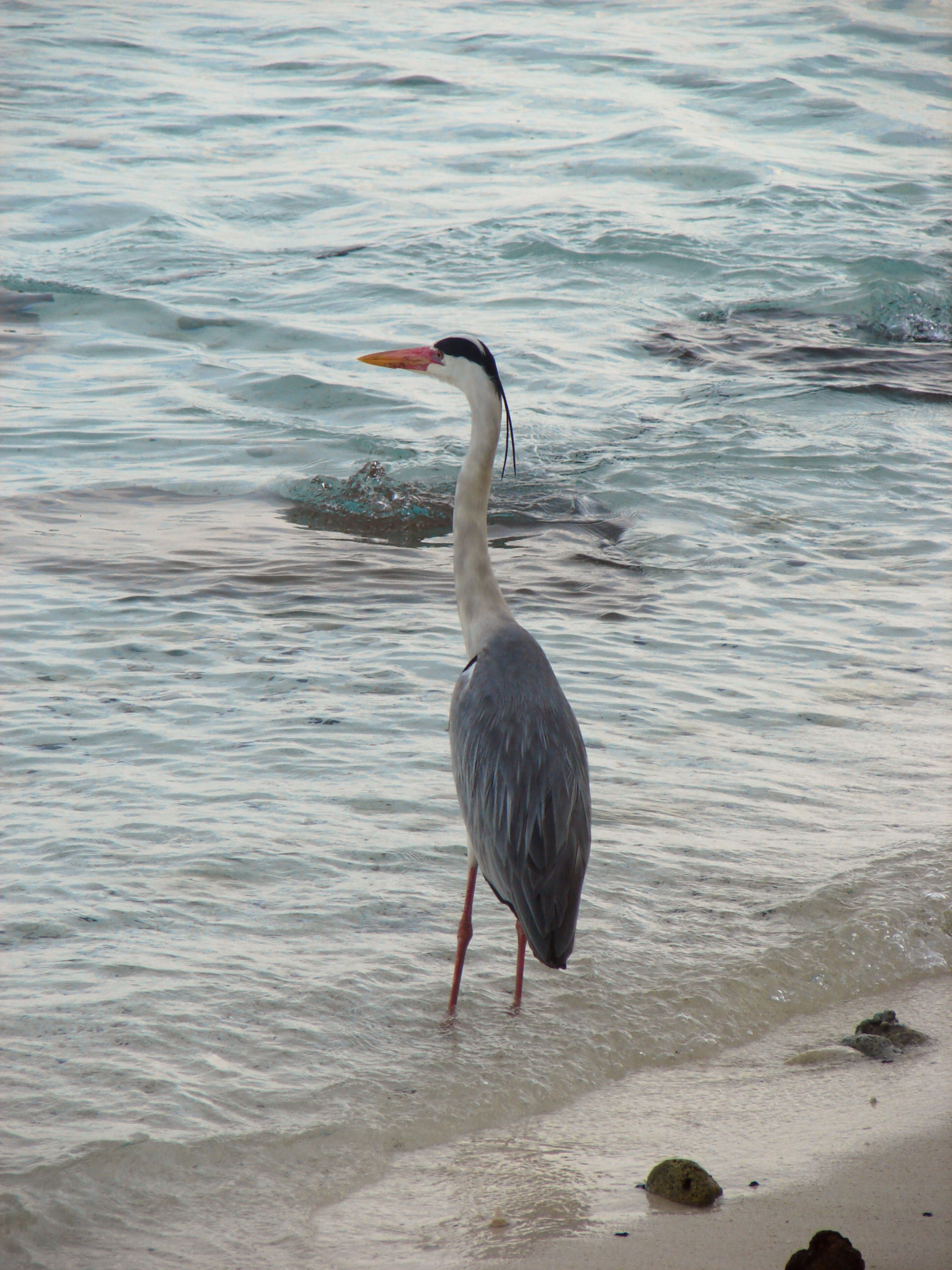
Diệc xám, Ardea cinerea, từ Maldives

Vị trí đại dương của quần đảo Ấn Độ Dương này có nghĩa là các loại chim của nó chủ yếu bị hạn chế với các loại chim sống ở vùng đất xa lục địa. Hầu hết các loài này là đặc trưng của chim di cư Âu Á, chỉ có một số ít loài được kết hợp với tiểu lục địa Ấn Độ. Một số trong số đó là theo mùa, giống như loài chim Cốc biển. Ngoài ra còn có những loài chim cư ngụ ở đầm lầy và các bụi của đảo, như chim Diệc xám và Gallinula. Những con Nhàn trắng được tìm thấy đôi khi ở các hòn đảo phía nam do môi trường sống phong phú của chúng.

### Động vật có vú
Có rất ít động vật có vú ở Maldives. Chỉ có con Dơi quạ và một loài chuột chù có thể được cho là loài đặc hữu. Mèo, chuột cống và chuột đã được con người mang đến, thường xâm chiếm các vùng đất không có người ở và trở thành loài gây hại. Chó bị nghiêm cấm mang đến Maldives. Trong đại dương bao quanh hòn đảo có cá voi và cá heo. Đôi khi những con hải cẩu đi lạc từ vùng biển cận nam cực được ghi nhận đến các hòn đảo.

## Hình ảnh
Sinh vật hoang dã Maldives

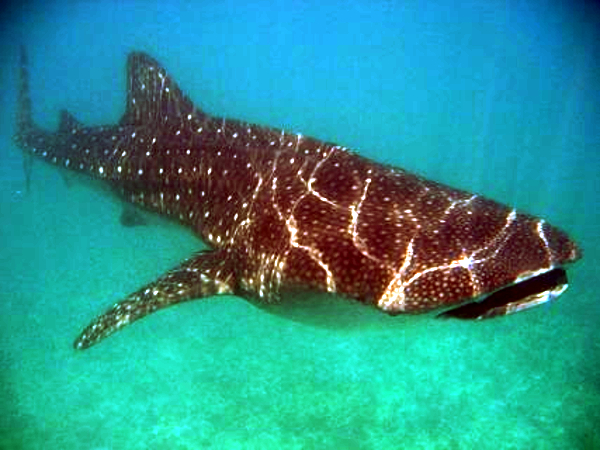
Cá mập voi (Rhincodon typus)
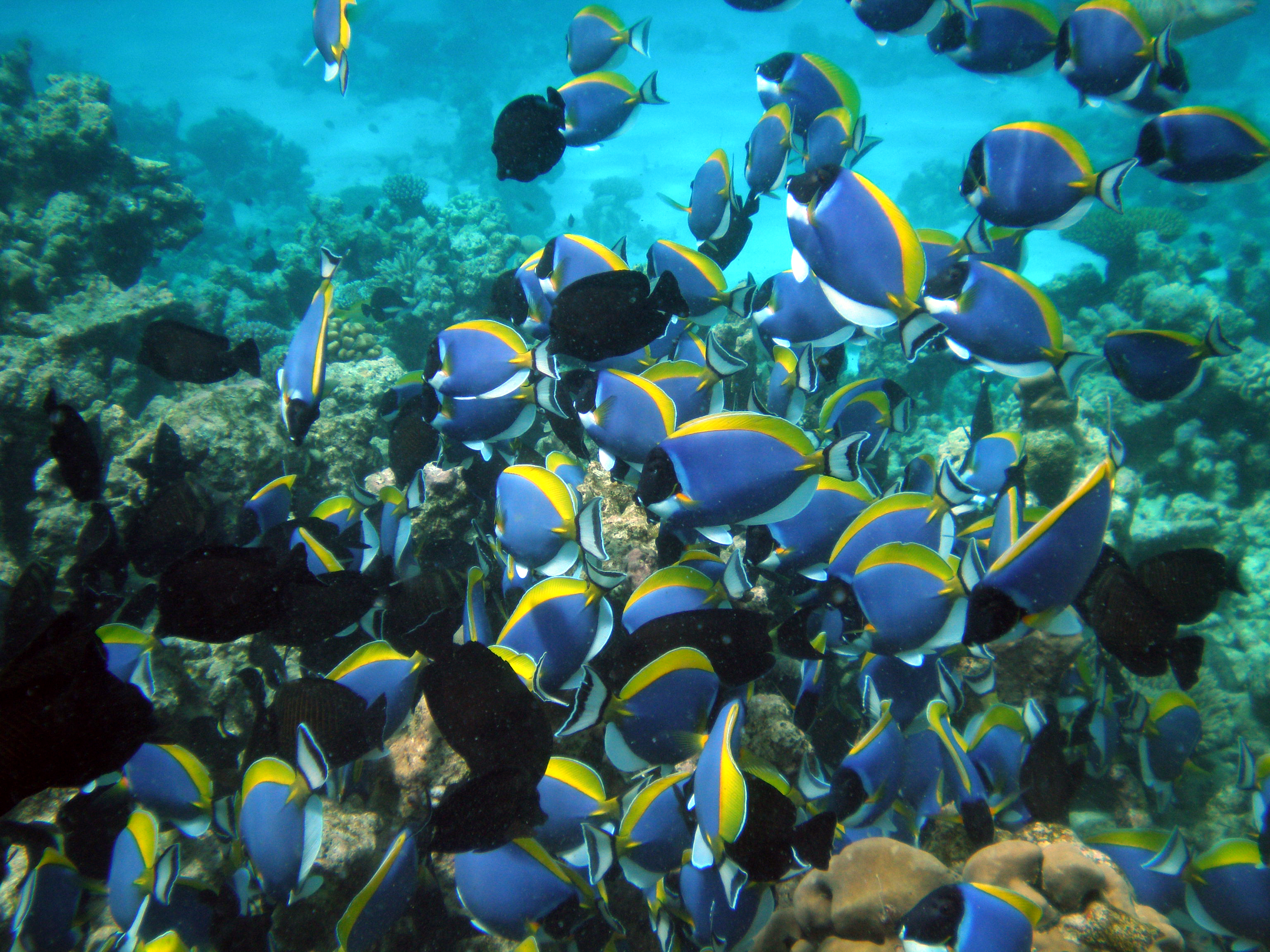
Acanthurus leucosternon (surgeonfish)
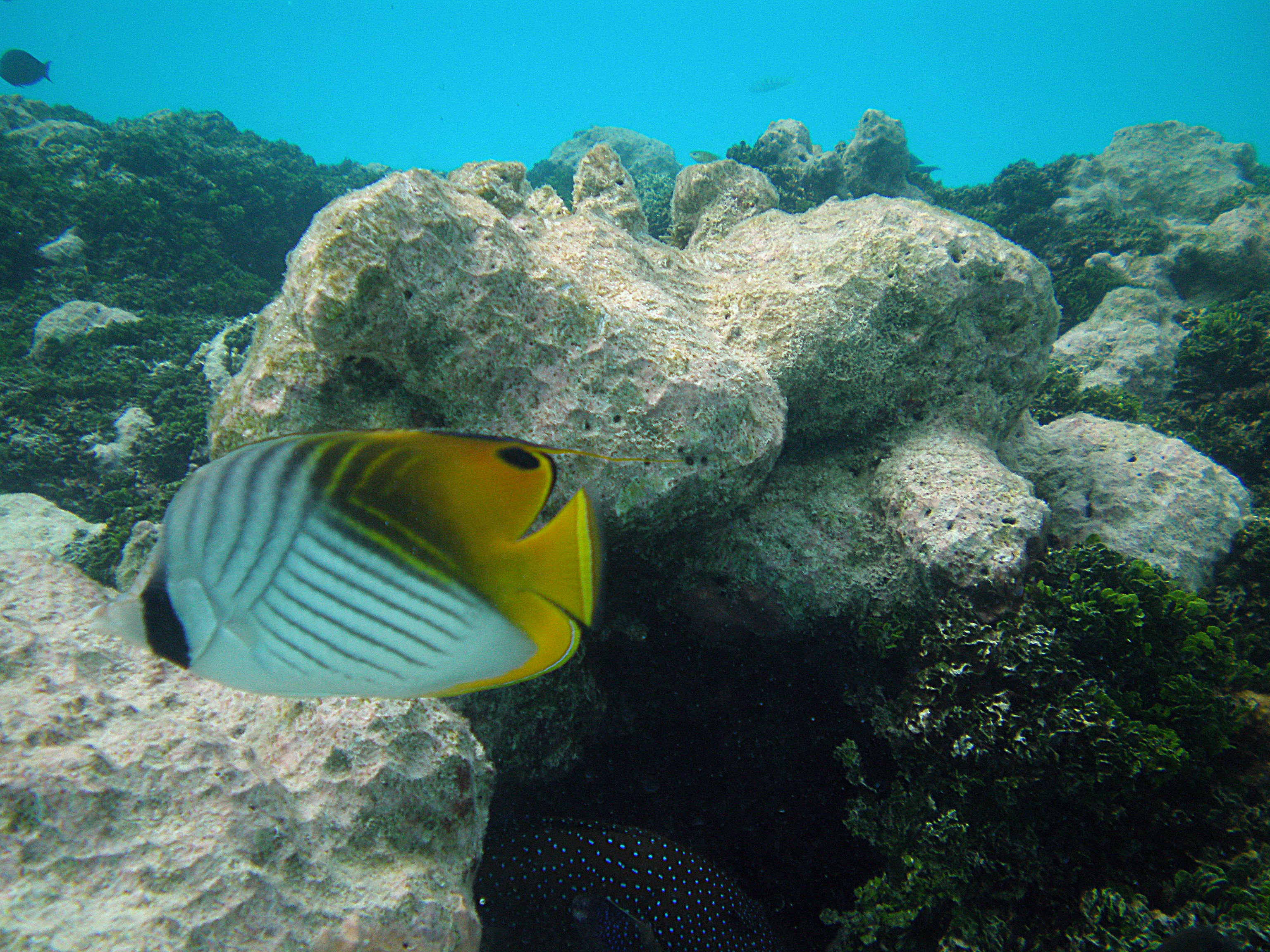
Chaetodon auriga (butterflyfish)
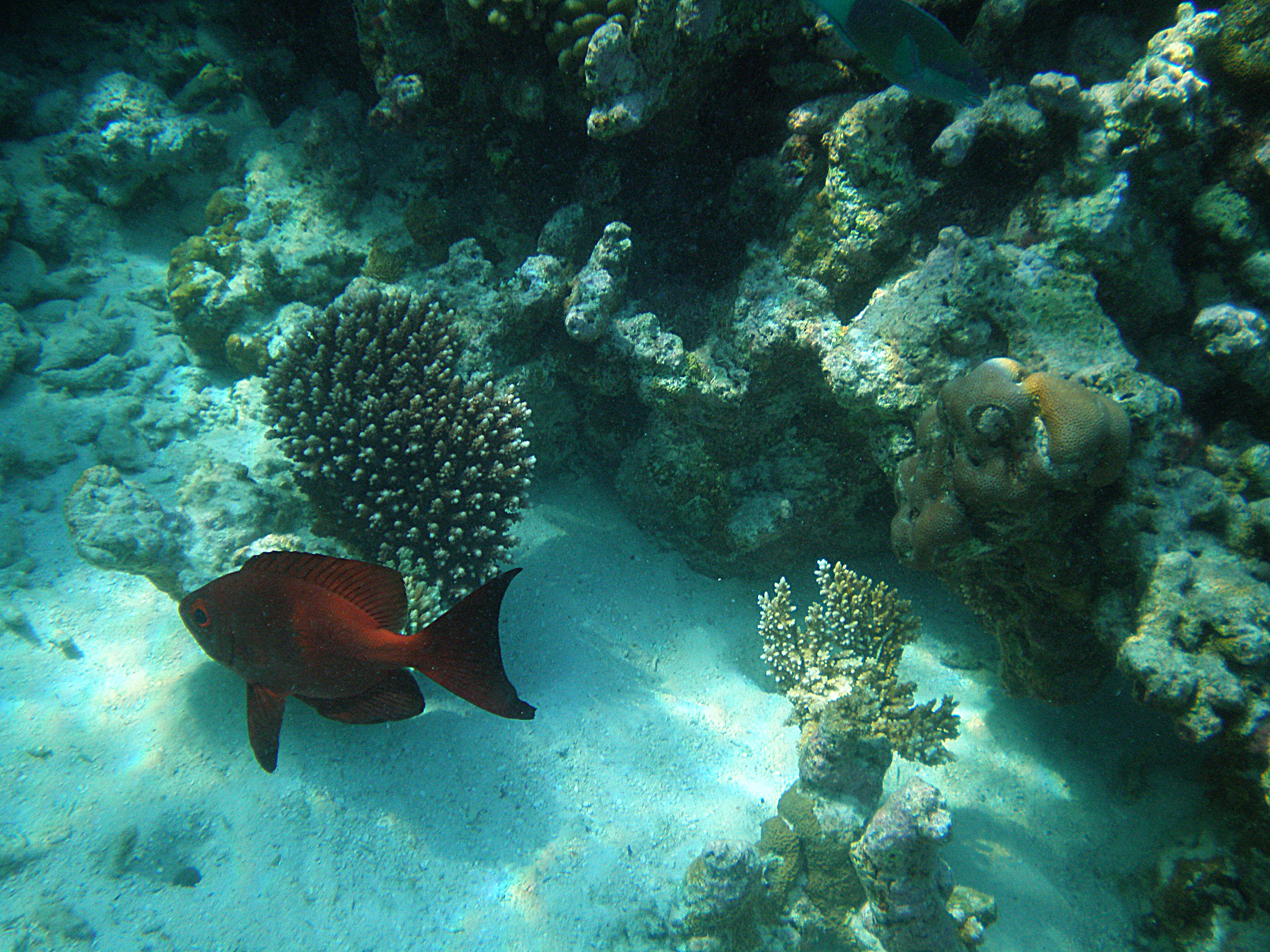
Priacanthus hamrur (bullseye)
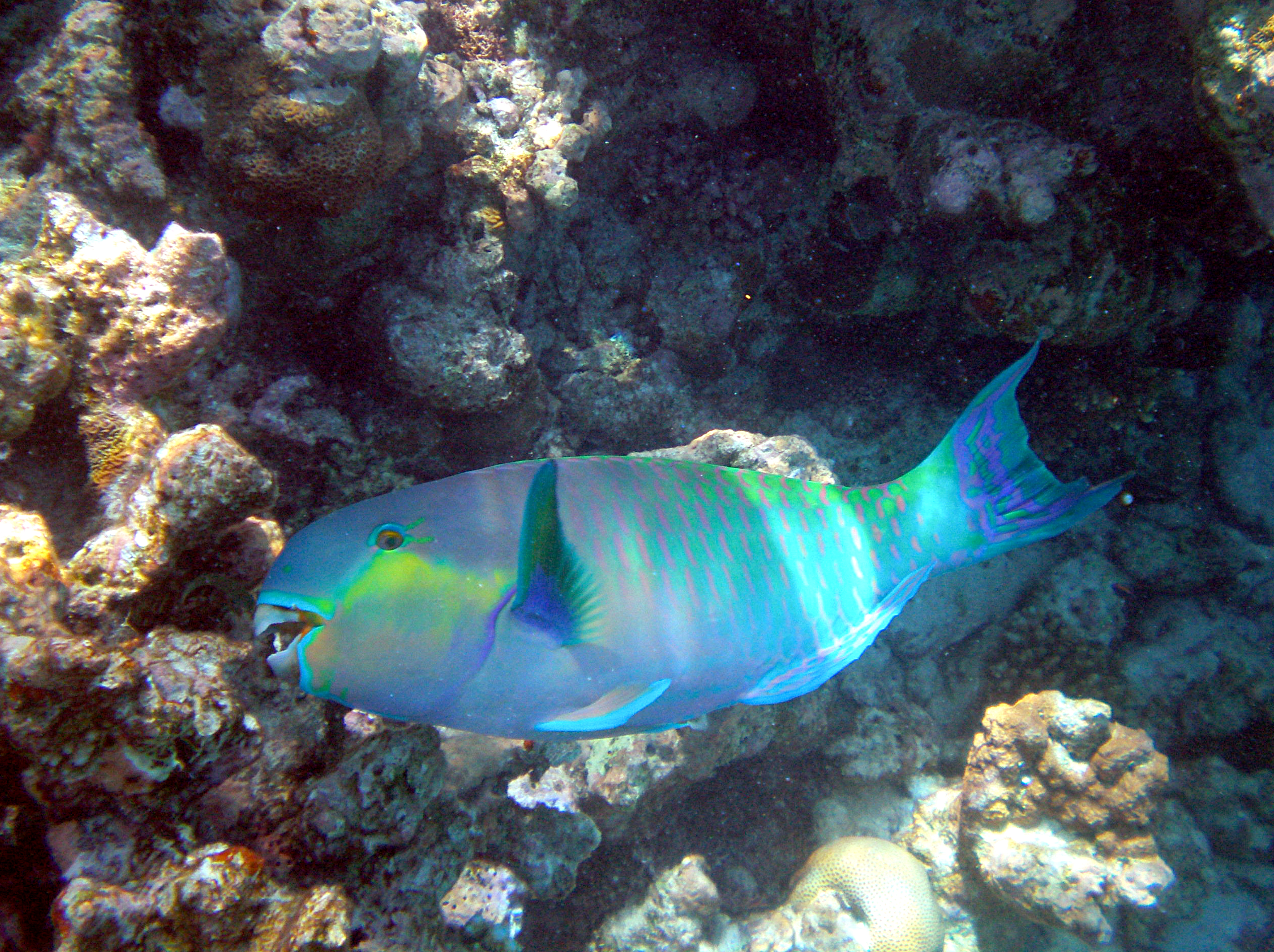
Scaridae (parrotfish)
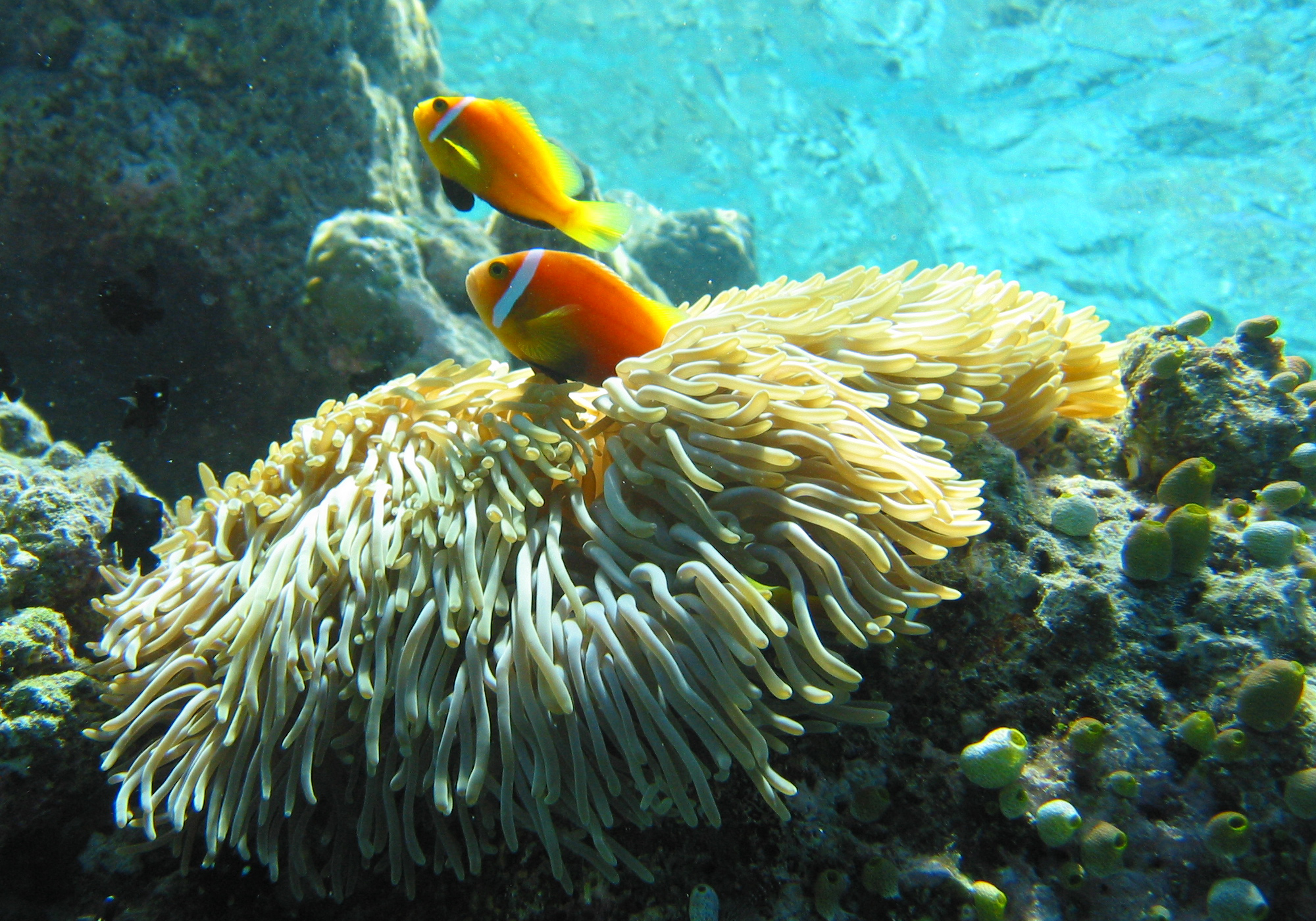
Anemonefish
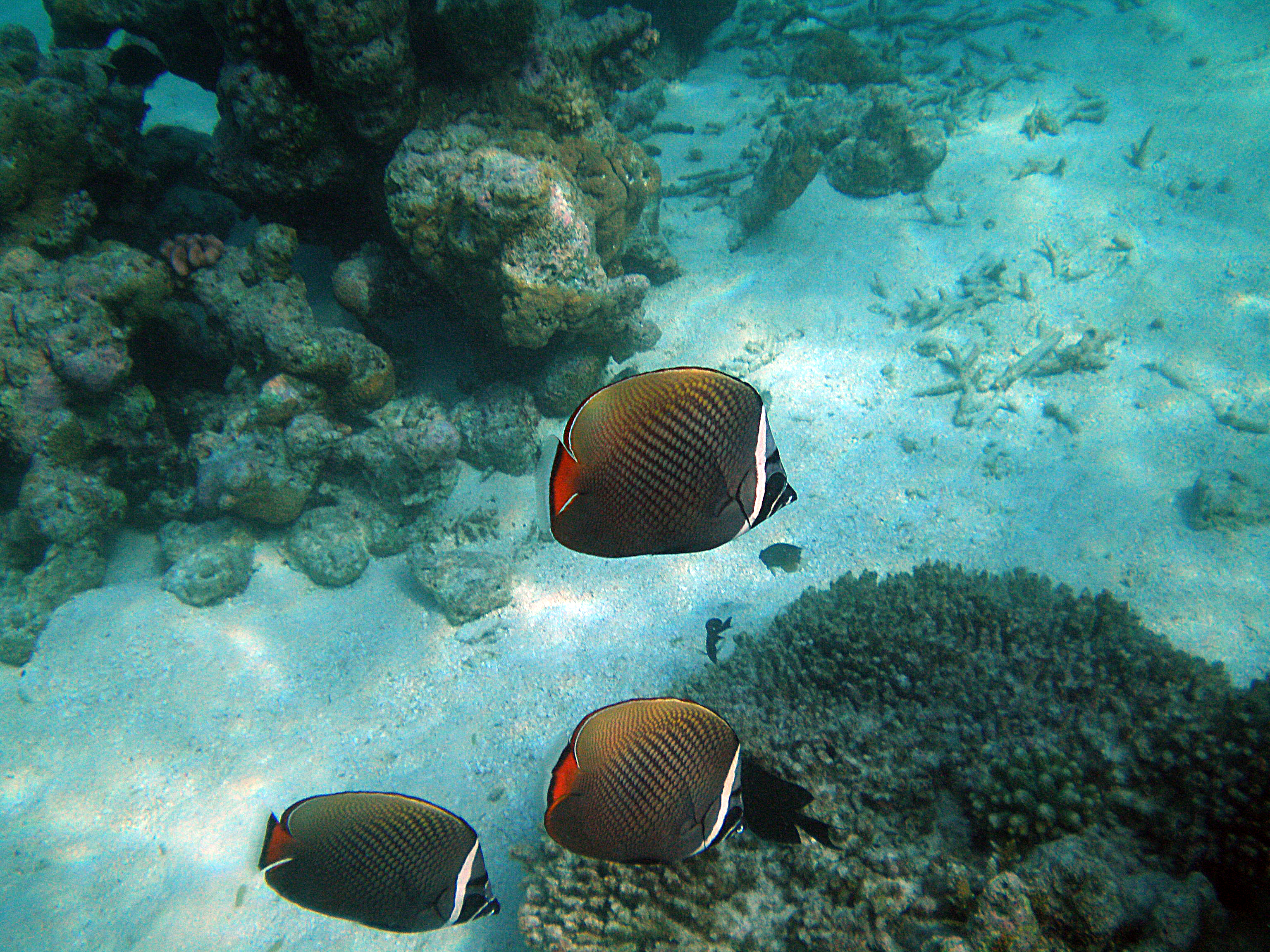
Chaetodon collare (redtail butterflyfish)
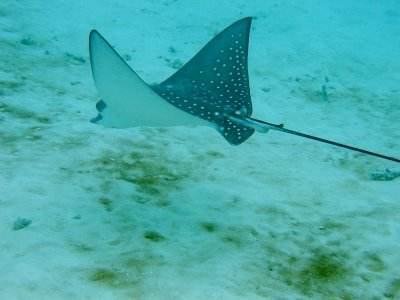
Aetobatus-narinari

Thực vật

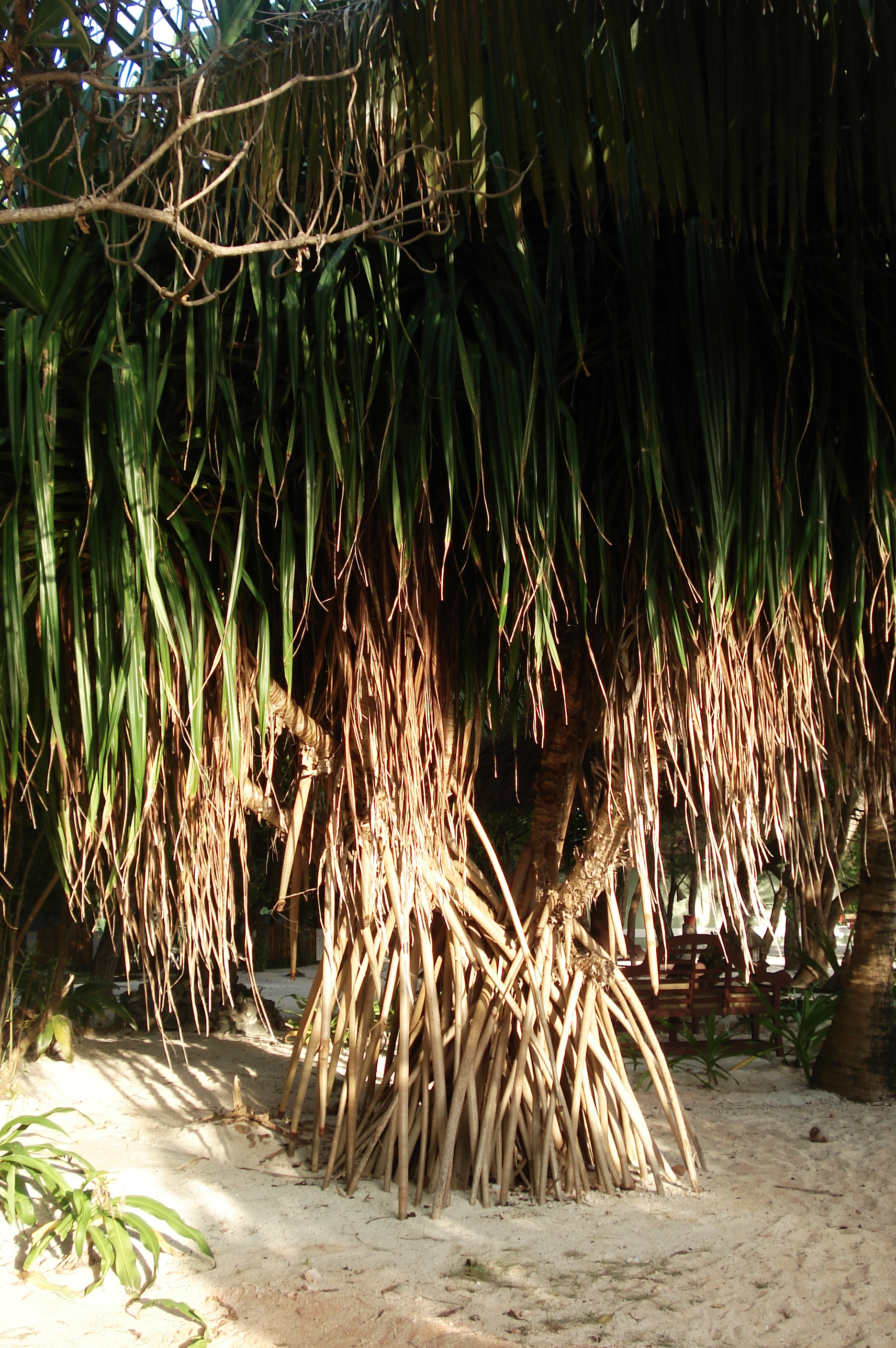
Pandanus tectorius
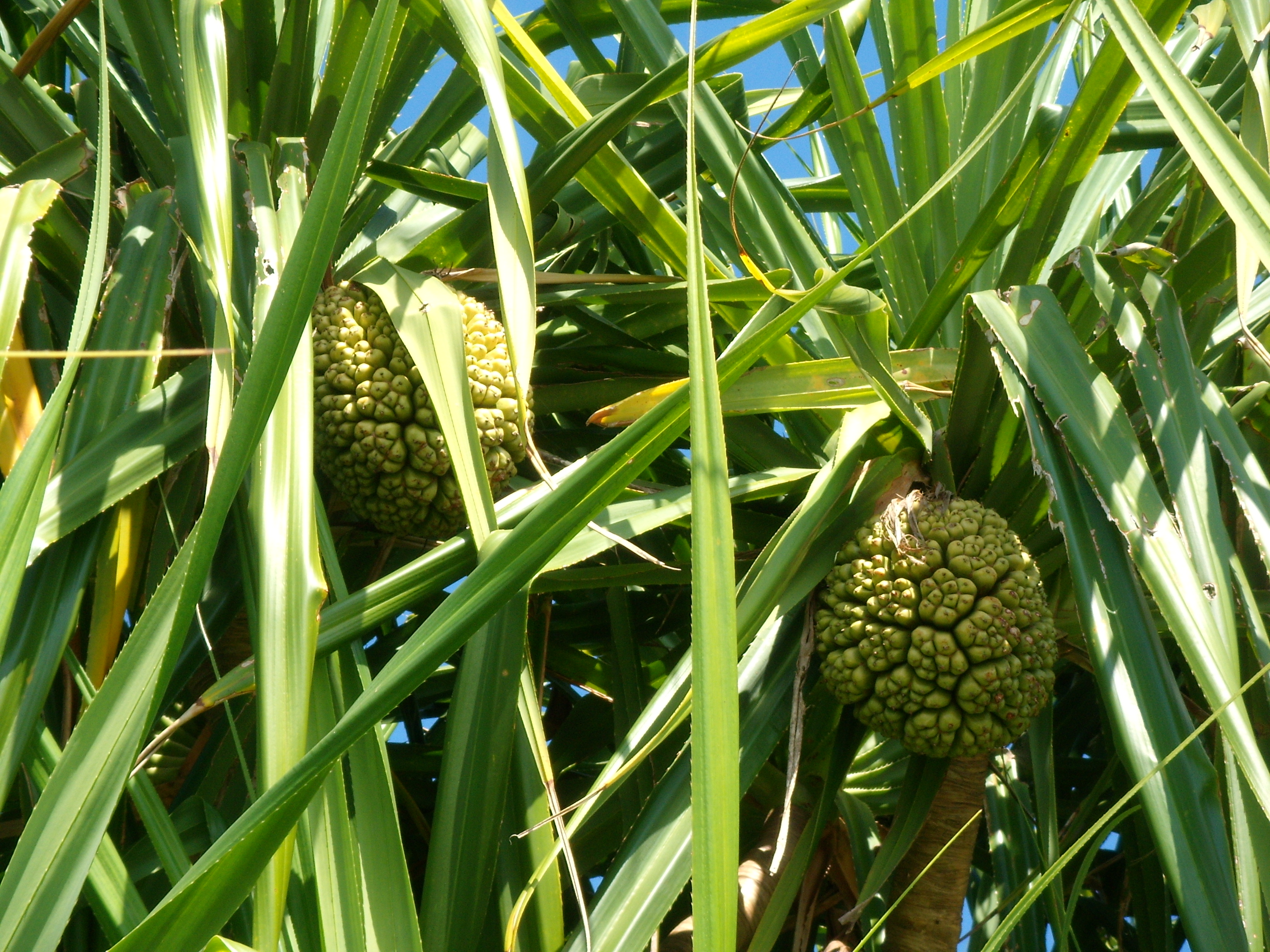
Pandanus fascicularis
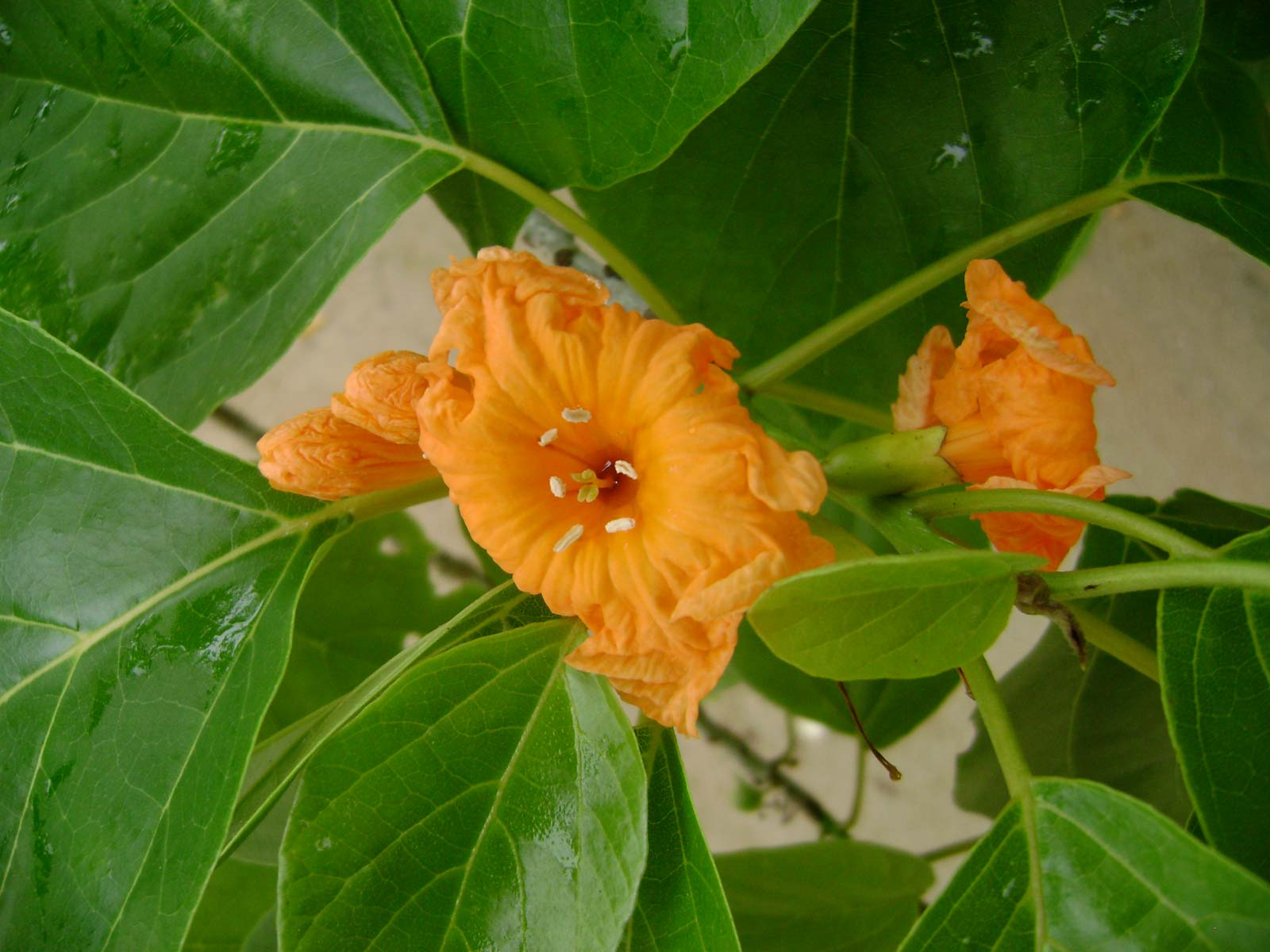
Cordia subcordata
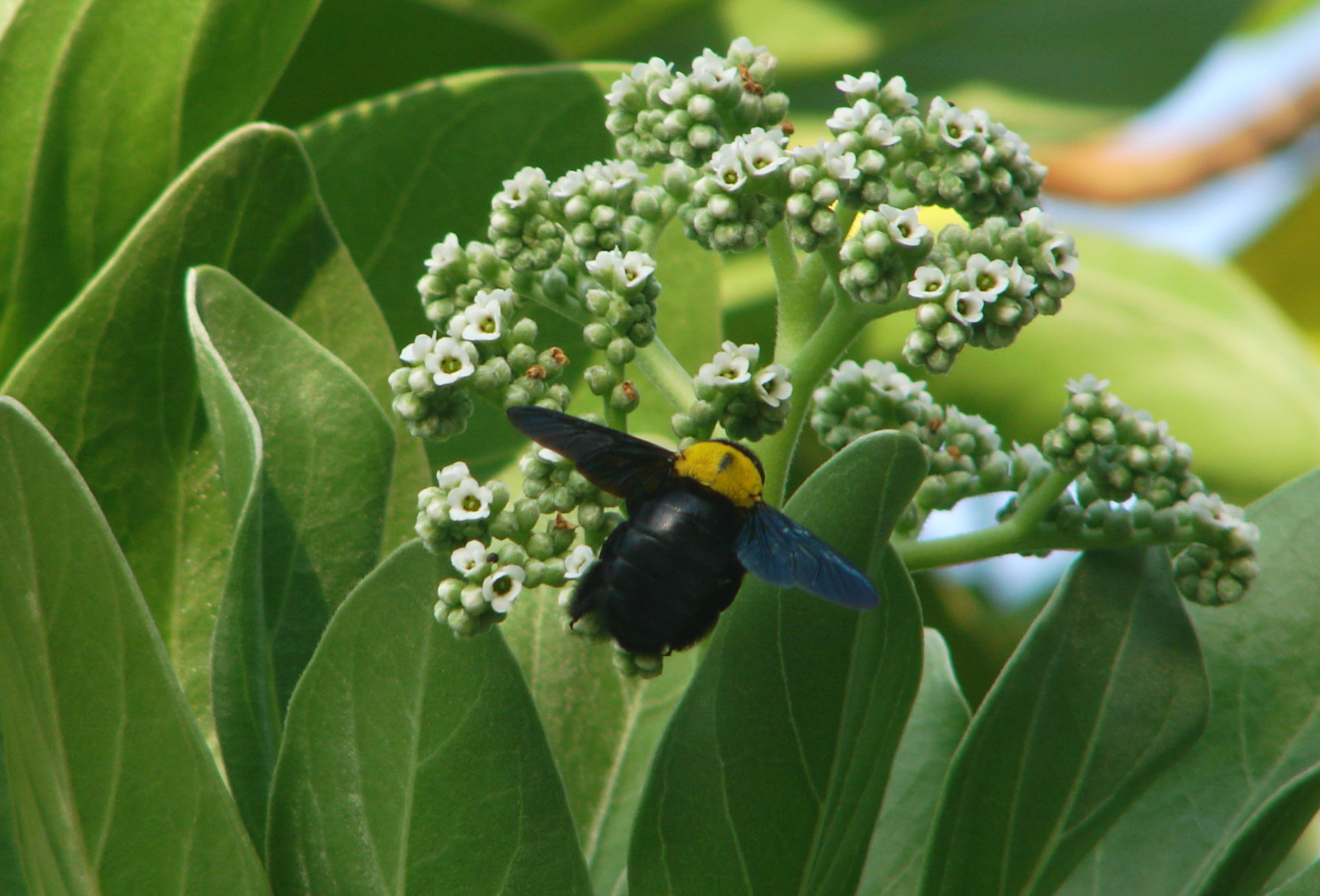
Heliotropium foertherianum
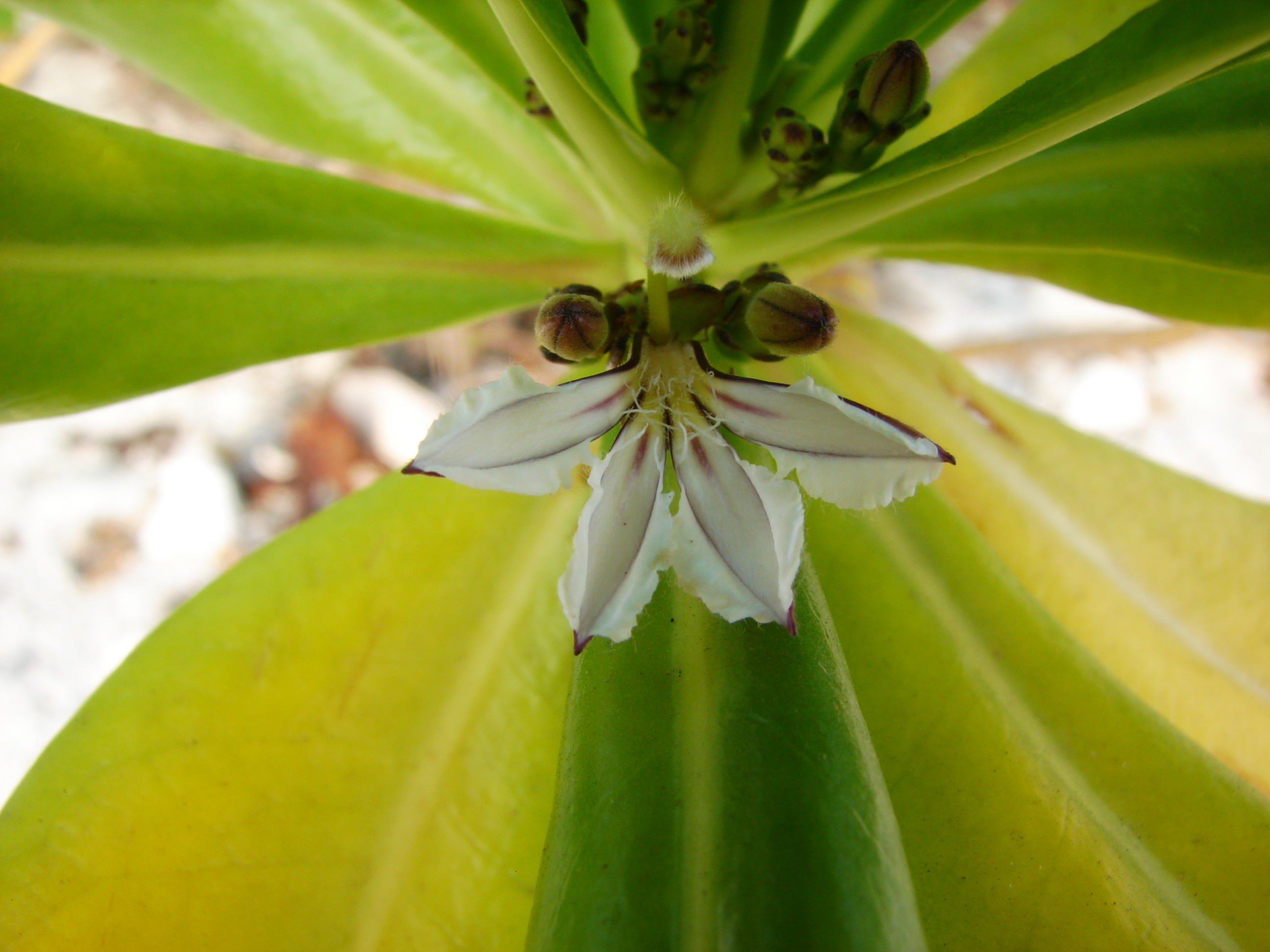
Scaevola taccada
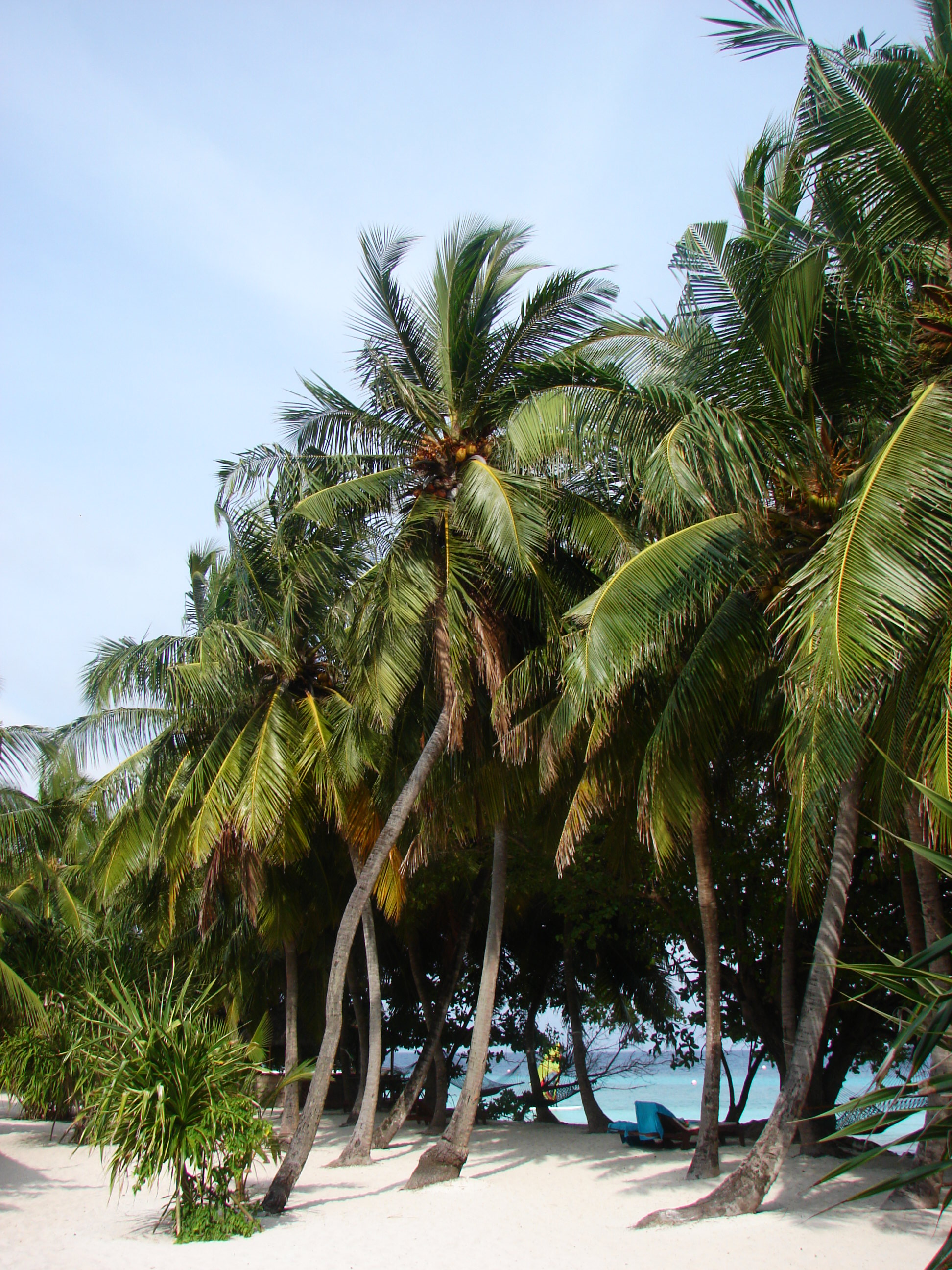
Cây dừa
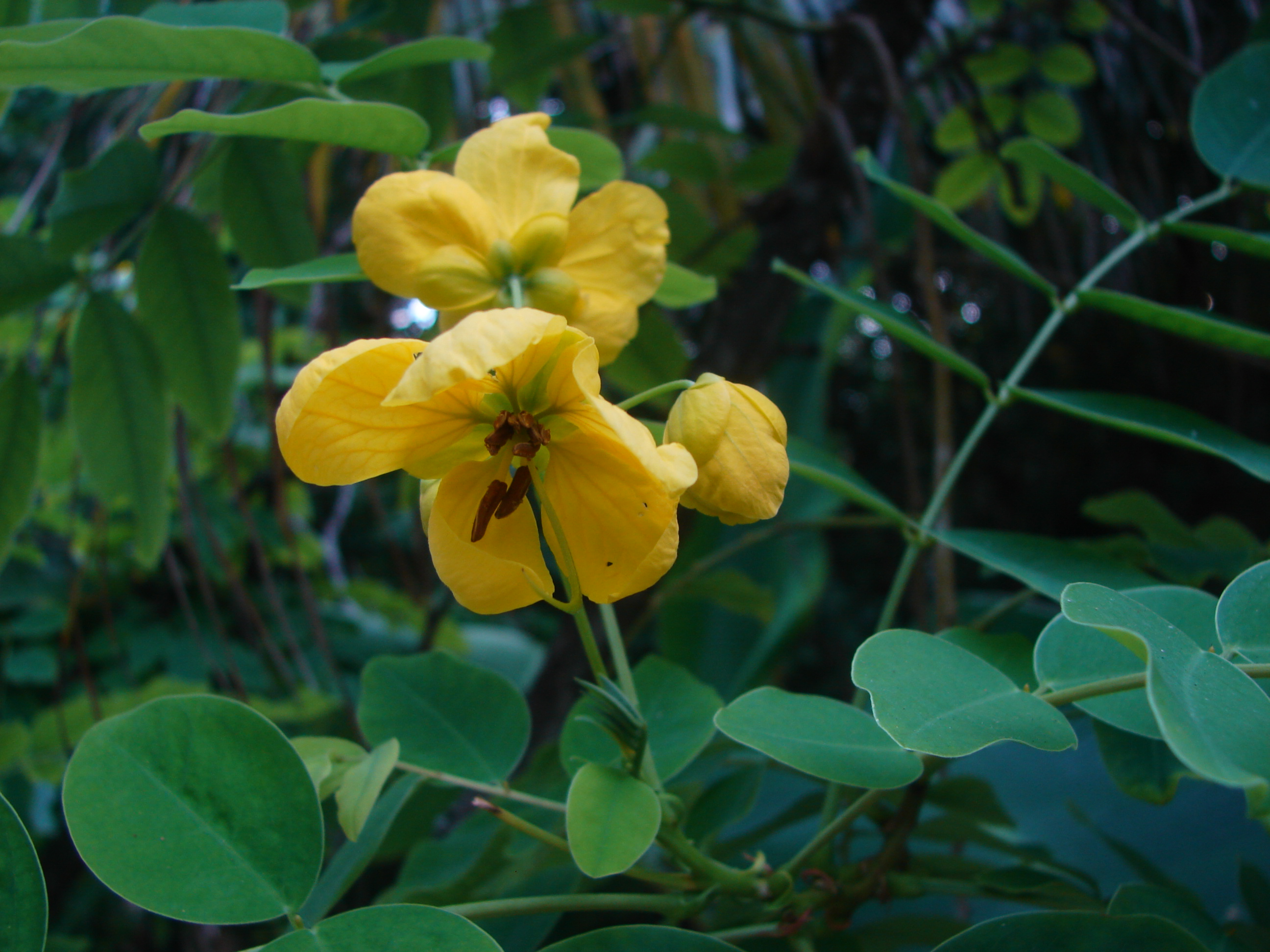
Senna occidentalis
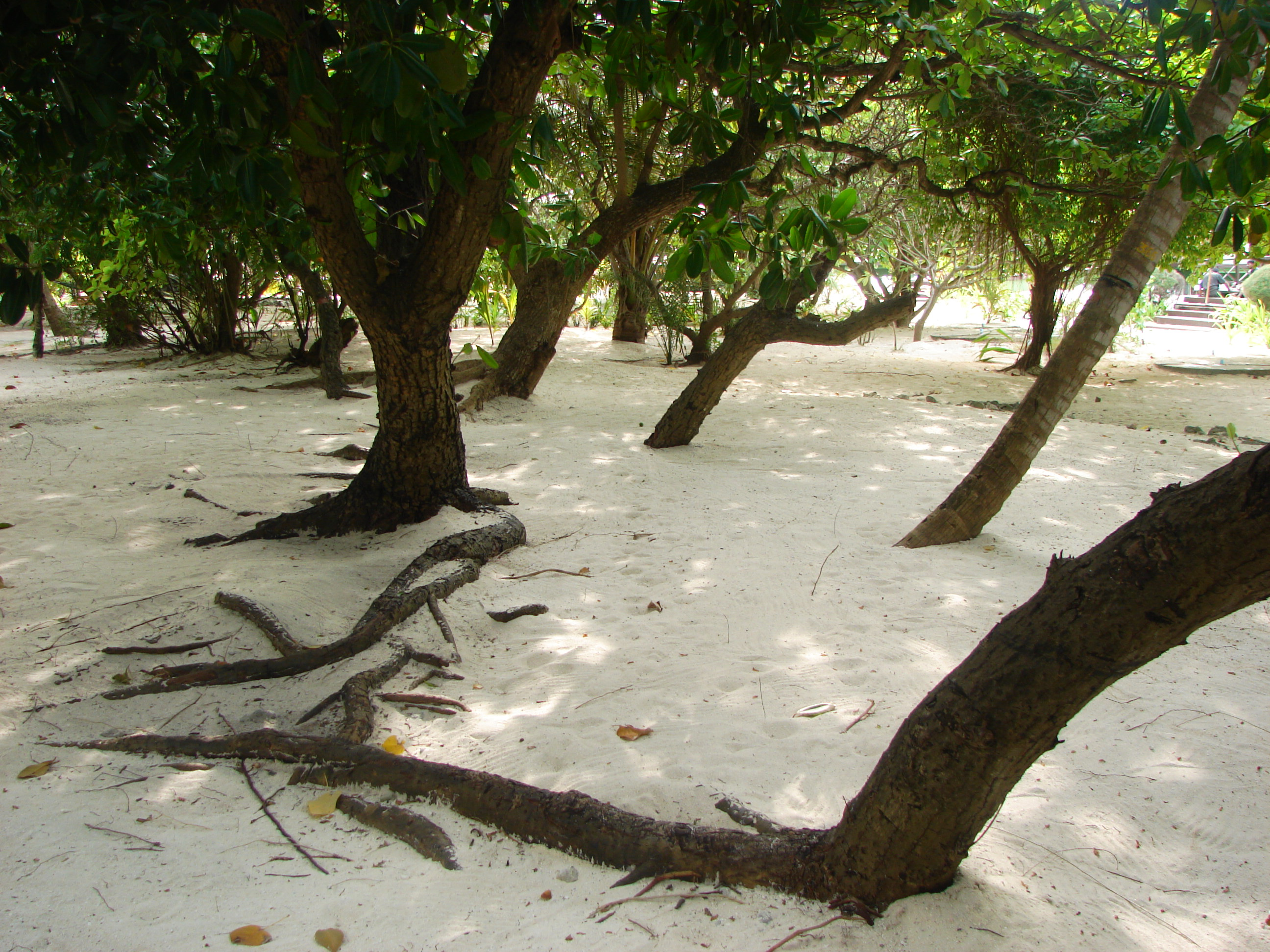
Calophyllum inophyllum
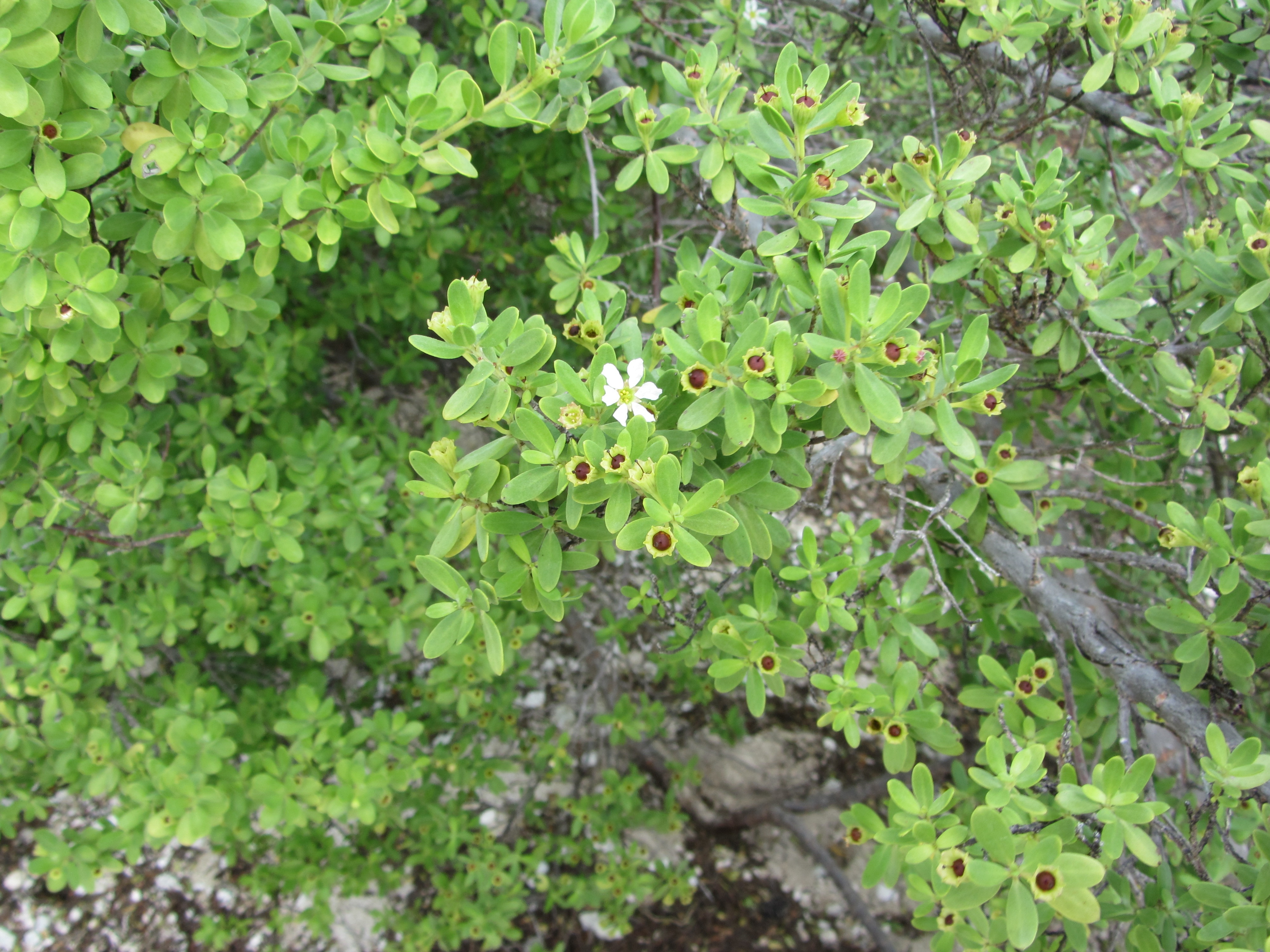
Pemphis acidula
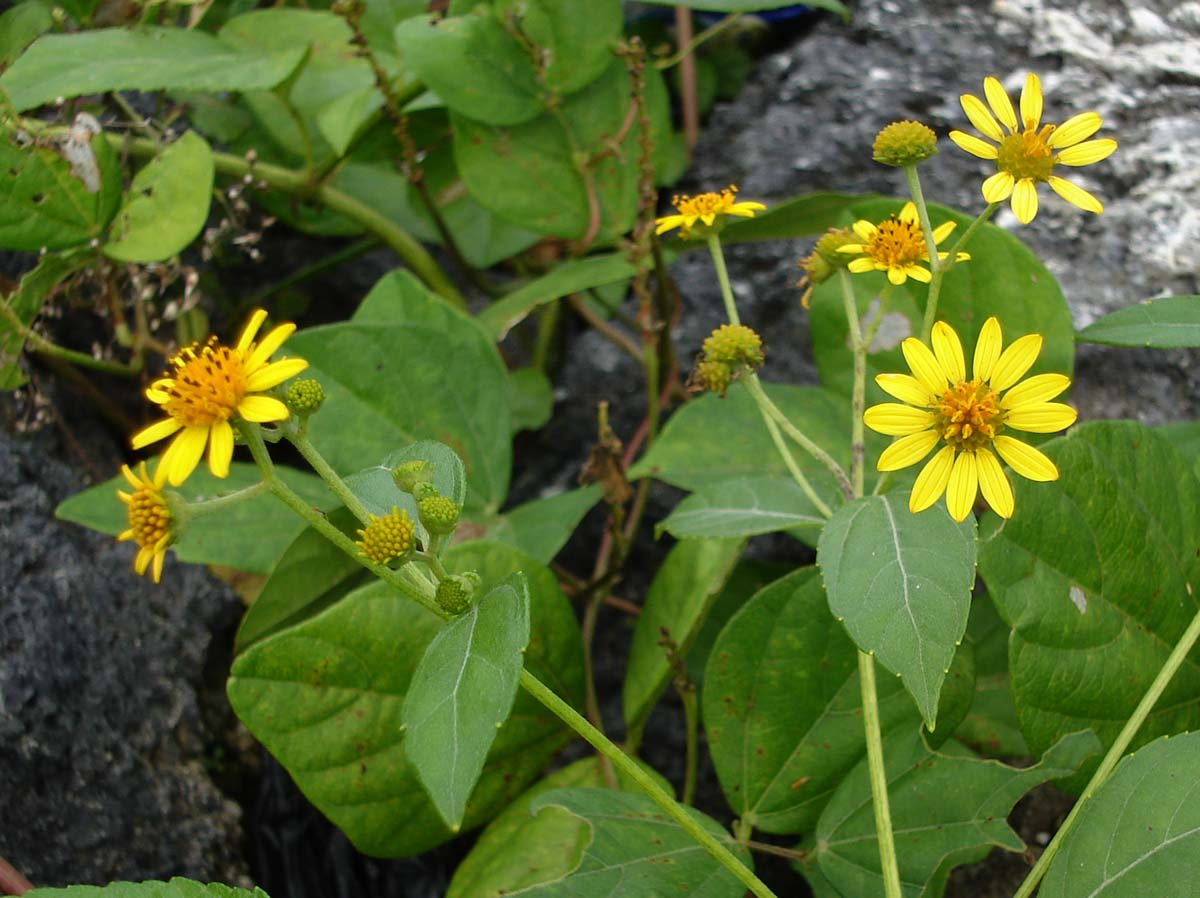
Mirihi

Chim

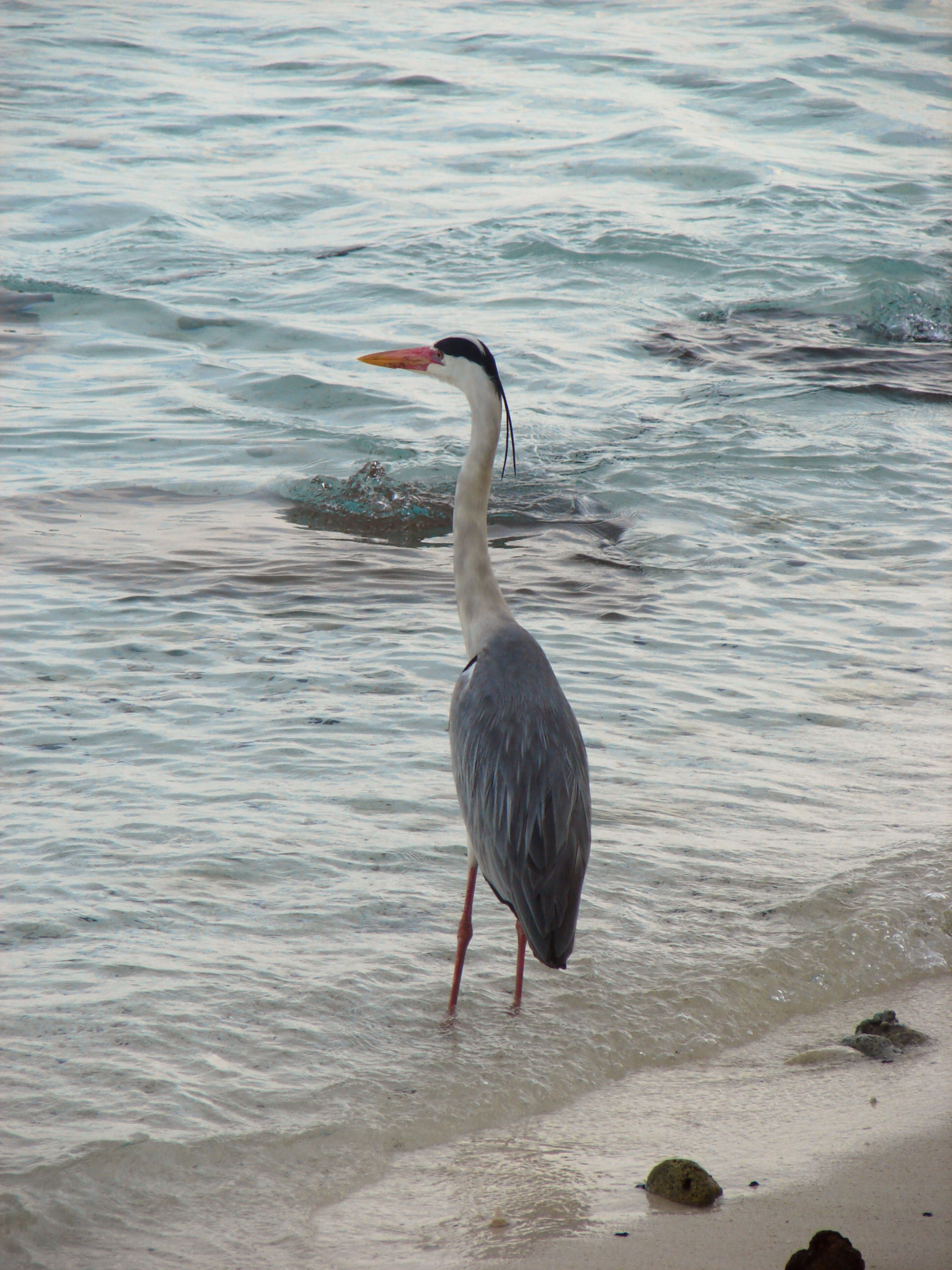
Grey heron, Ardea cinerea
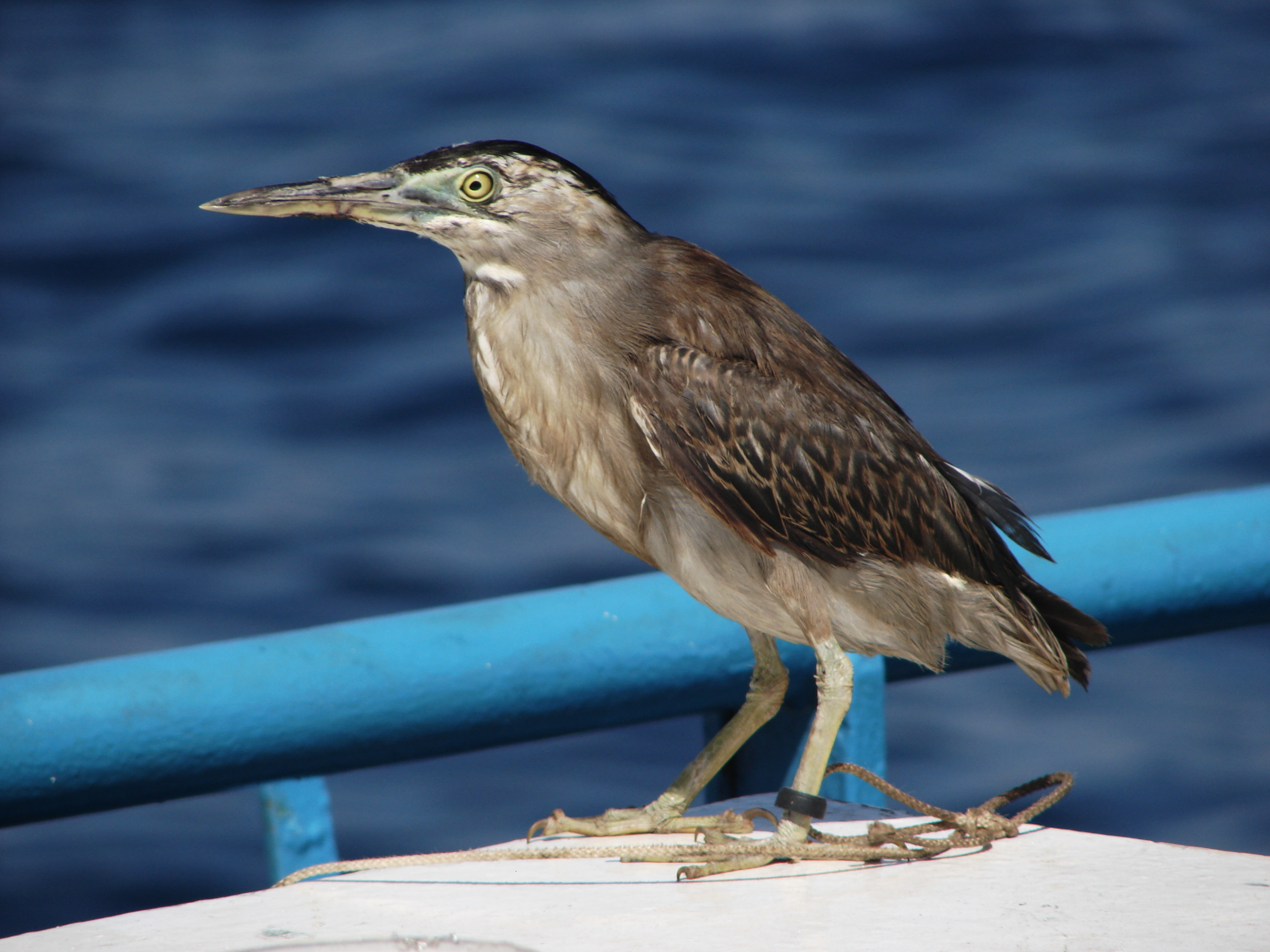
Butorides striata
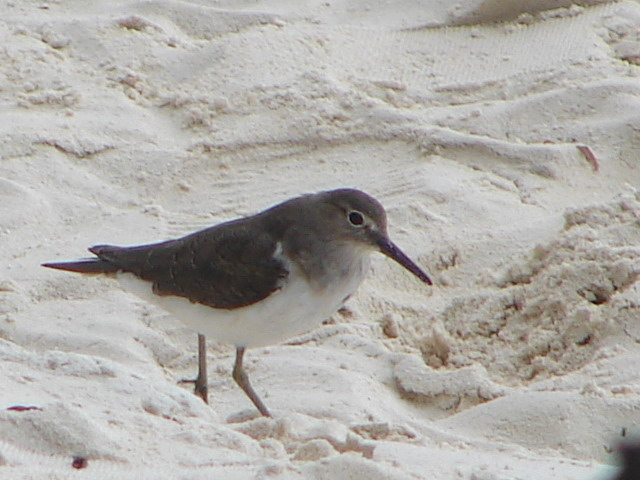
Common sandpiper, Actitis hypoleucos

## Sách
- Alexander Agassiz, The Coral Reefs of the Maldives. 2 vols. Cambridge, Mus. Camp. Zool.: Mem., 1903. 4to. XXV, 168p., 6 p., 8 folded maps, 3 profiles and 71 photographic plates.
- Prof. Agassiz' Expedition to the Maldives. The Geographical Journal, 1902.